# 木蘭県
木蘭県（もくらんけん）は、中華人民共和国黒竜江省ハルビン市に位置する県。県人民政府の所在地は木蘭鎮。

## 歴史
木蘭は県内を流れる木蘭達河（別称：穆倫河）より命名された。木蘭（Mulan）とは満洲語で「狩猟場」を意味する。
前漢から西晋にかけては夫余、南北朝時代は勿吉、隋代は靺鞨の居住地であり、唐代は渤海の版図となった。968年に渤海が別某すると遼により東京道、その後金代により上京会寧府、元代は遼陽省開元路、明代は奴児干都司を設置された。
清代はフルン城守尉の管轄地とされ、1762年（乾隆27年）には吉林将軍が松花江沿岸に佛斯和亨站を設置、現在の木蘭県五站に比定される。1904年（光緒30年）1月29日、木蘭県が設置された。

## 行政区画
下部に6鎮、2郷を管轄：
- 鎮：木蘭鎮、東興鎮、大貴鎮、利東鎮、柳河鎮、新民鎮
- 郷：建国郷、吉興郷

## 交通

### 道路
- 国道
  -  G333国道（中国語版）

- 省道
  -  101省道

- 県道
  -  015県道

## 健康・医療・衛生
- 木蘭県人民医院
- 木蘭県第二人民医院